# 腐乳

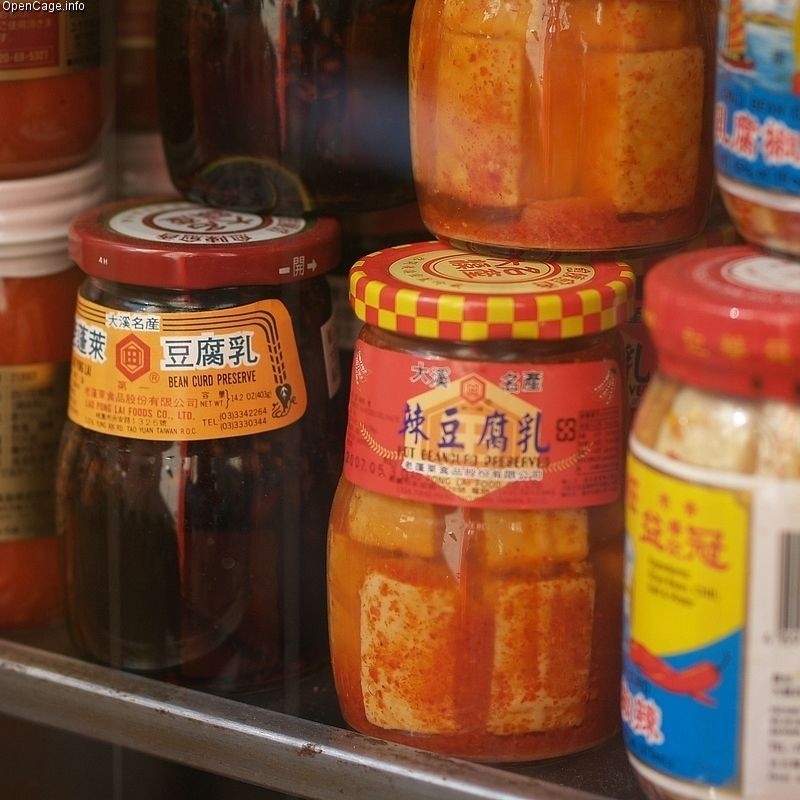
豆腐乳

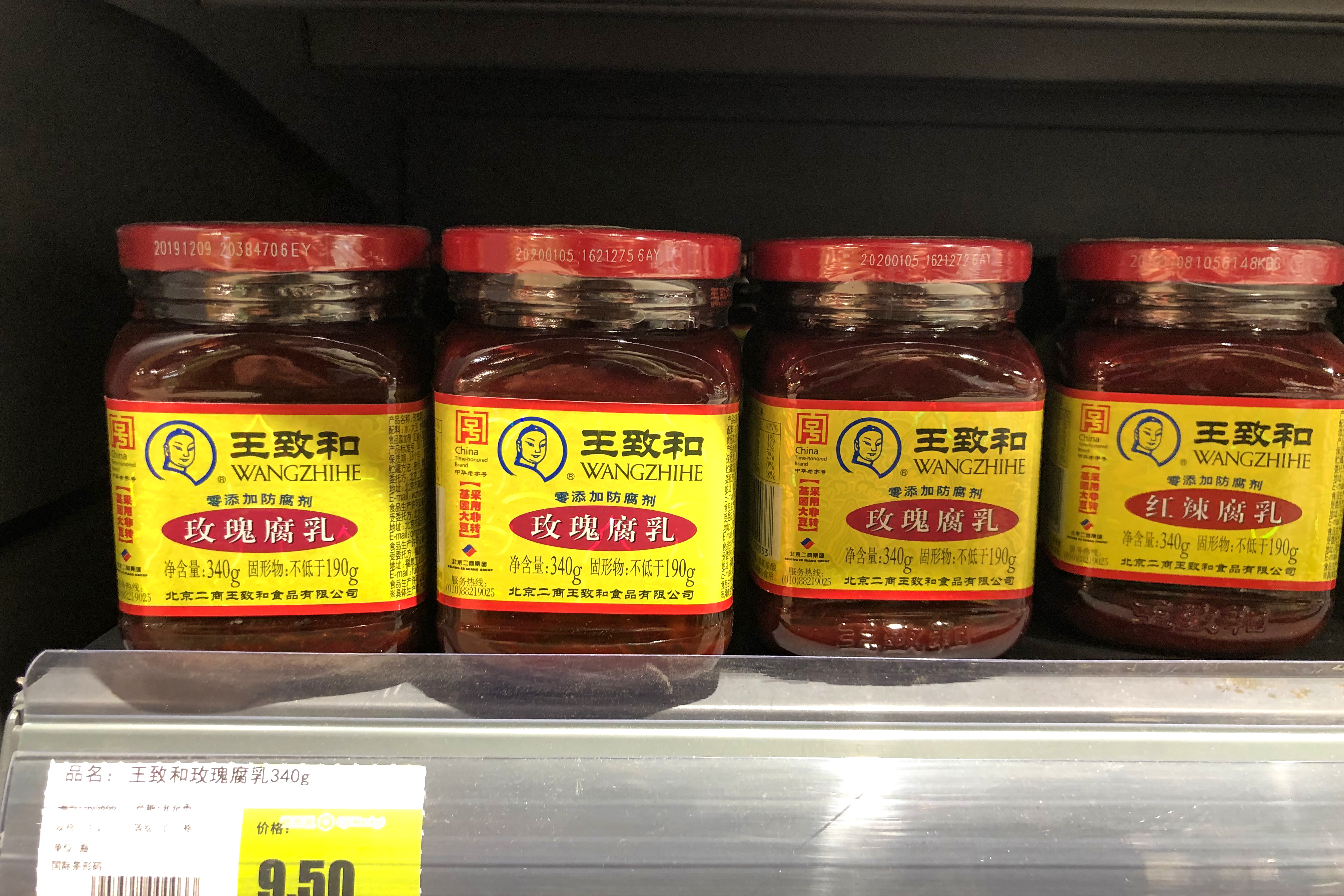
北京王致和腐乳

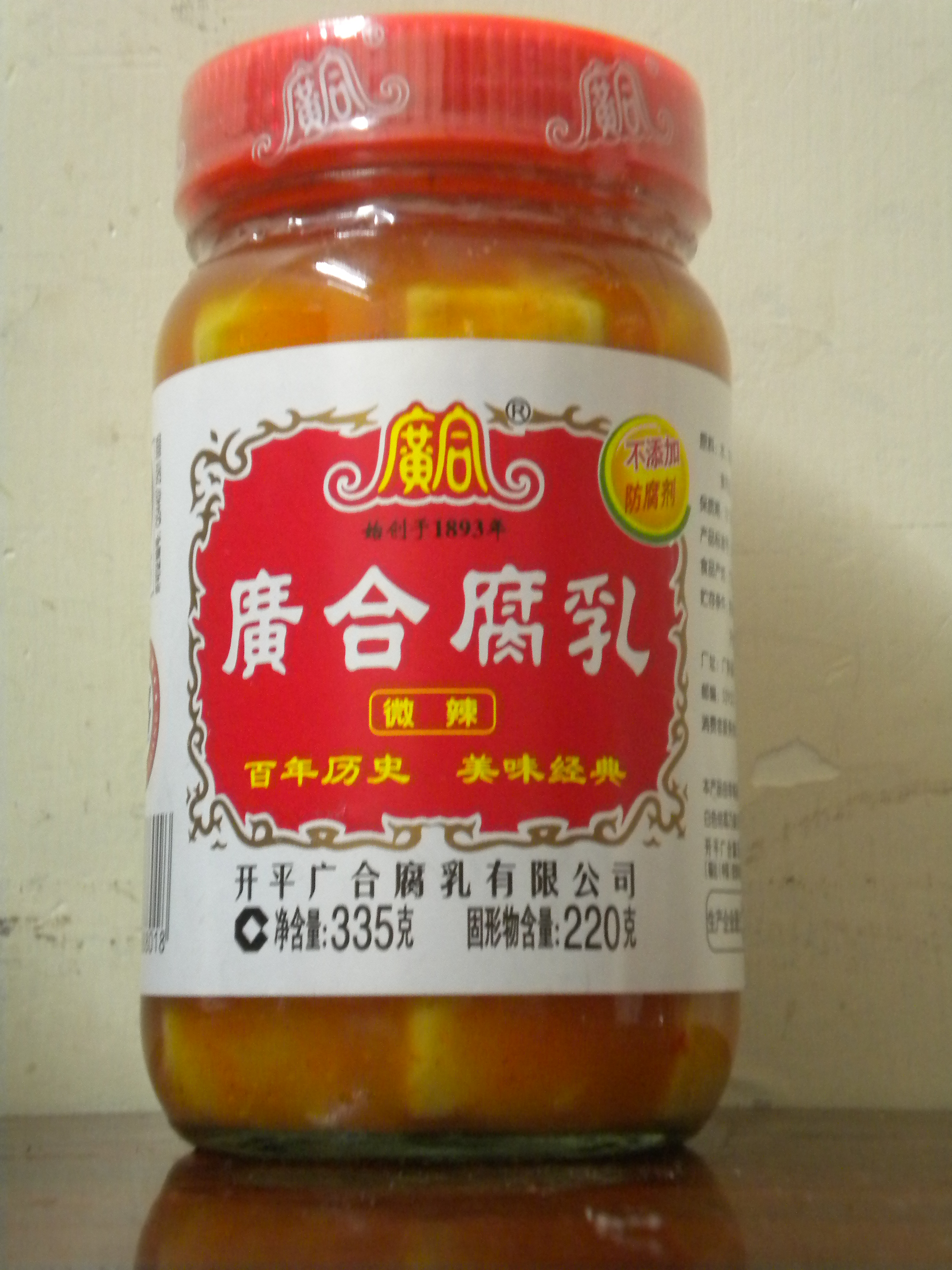
广东广合腐乳

腐乳或豆腐乳，又因地而異稱為乳腐、齋燒鵝（廣東在中國計劃經濟時期而開始有的別名）、貓余、豆乳:168、霉豆腐、酱豆腐、糟豆腐（形如酒糟醃漬），是一種將豆腐利用黴菌發酵、醃製、並二次加工的豆製品，為東亞飲食的常見佐料。腐乳在中國大陸、香港、台灣、琉球及東南亞均有生產，但色澤與味道因地方做法不同而有所差異。如蘇州的豆腐乳呈黃白色，口味相對細膩。北京的红方呈紅色，偏甜。廣東的南乳也呈紅色，然而口味偏鹹和微辣；腐乳呈黃白色，口味相對細滑和微辣。四川的腐乳則更為辛辣。而江浙地区的糟方腐乳有红方也有白方，口味微咸中又有甜味，味道与冲绳的豆腐糕相似。
明朝李日華《蓬櫳夜話》記載：“黟縣（今安徽黃山市黟縣）人喜於夏秋間醢腐，令變色生毛隨拭去之，俟稍乾投沸油中灼過，如製饊法漉出，以他物筆烹之，……然余曾一染指，直臭腐耳，未睹其神奇也。”腐乳通常用毛黴菌發酵，包括腐乳毛黴（Mucor sufu）、魯氏毛黴（Mucor Rouxianus）、總状毛黴（Mucor racemosus），还有根黴菌，如華根黴（Rhizopus chinensis）等，但廣合腐乳是由黴菌發酵的，克東腐乳是由微球菌發酵的，武漢腐乳是用枯草桿菌發酵的。

## 分类
常见的豆腐乳根据外观通常分为以下三种，在口味上也各有不同。
- 红方，红腐乳，在豆腐胚中加入红麴，使腐乳表面呈红色，口感细腻，味道醇厚。
- 白方，呈现出豆腐的本色，稍显乳黄，味道鲜美。
- 青方，即臭豆腐乳，表面青灰色，散发出臭味，味道独特。

除以上常见的三种腐乳以外，还有一些相对少见的腐乳品种，在制作过程中加入了不同的原料，呈现出不同的风味。其中加入糟米的称作“糟方”，加入黄酒的称为“醉方”。

## 制作过程

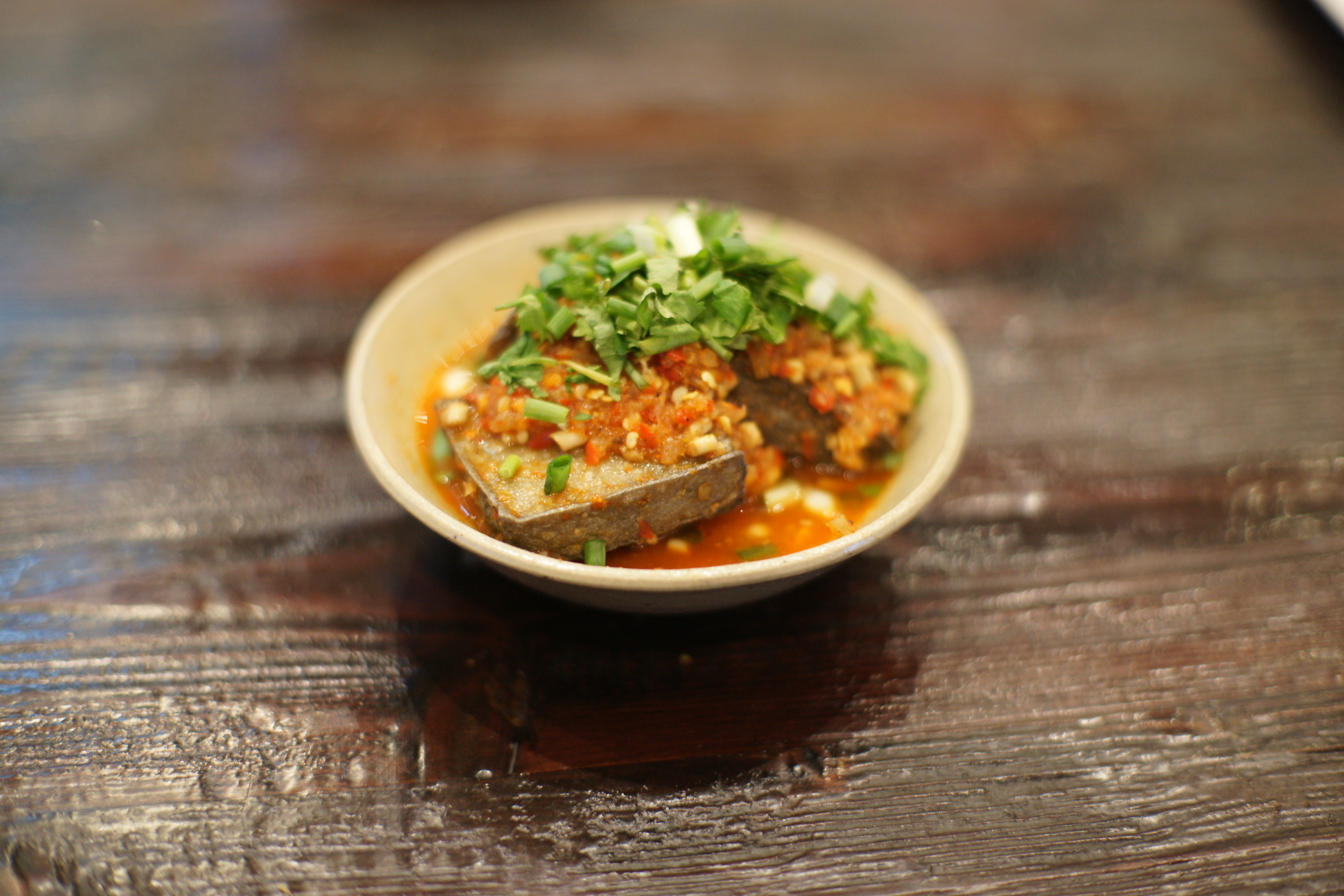
桂林豆腐乳

腐乳的製作是古老的技術。清朝李化楠《醒園錄》載：“豆腐乳法（醃制腐乳）：將豆腐切成方塊，用鹽醃三、四天，出曬兩天，置蒸籠內蒸到極熟，出曬一天，和麵醬，下酒少許，蓋密曬之或加小茴末和曬更佳”。
豆腐乳是一種二次加工的豆製品。先將黃豆研磨成豆漿添加石膏，經過攪拌、固、壓製成硬豆腐，表面乾燥後，二次加工成為豆腐乳。二次加工的方法有兩種：
- 使用黃豆麴或黃豆米麴：黃豆、米等蒸煮冷卻後製麴；豆腐鹽漬後混合黃豆麴熟成。
- 接種毛黴菌：將表面乾燥的豆腐接種毛黴菌培養成黴豆腐，再浸鹽水、加調味料熟成的。

接种毛霉菌制成的表面有白毛的豆腐即所谓“毛豆腐”，可直接煎炸食用。以接種毛黴菌方式製作的豆腐乳，可以在不同的製作階段，添加各種調味料製作成多種口味的豆腐乳，如在熟成前加红曲米等製成粵菜使用的「南乳」或北京的红方“酱豆腐”、黴豆腐添加製作臭豆腐的臭滷製作成「臭豆腐乳」，或在熟成後添加麻油、辣油製作成「麻油豆腐乳」或「辣味豆腐乳」。

## 食用方法

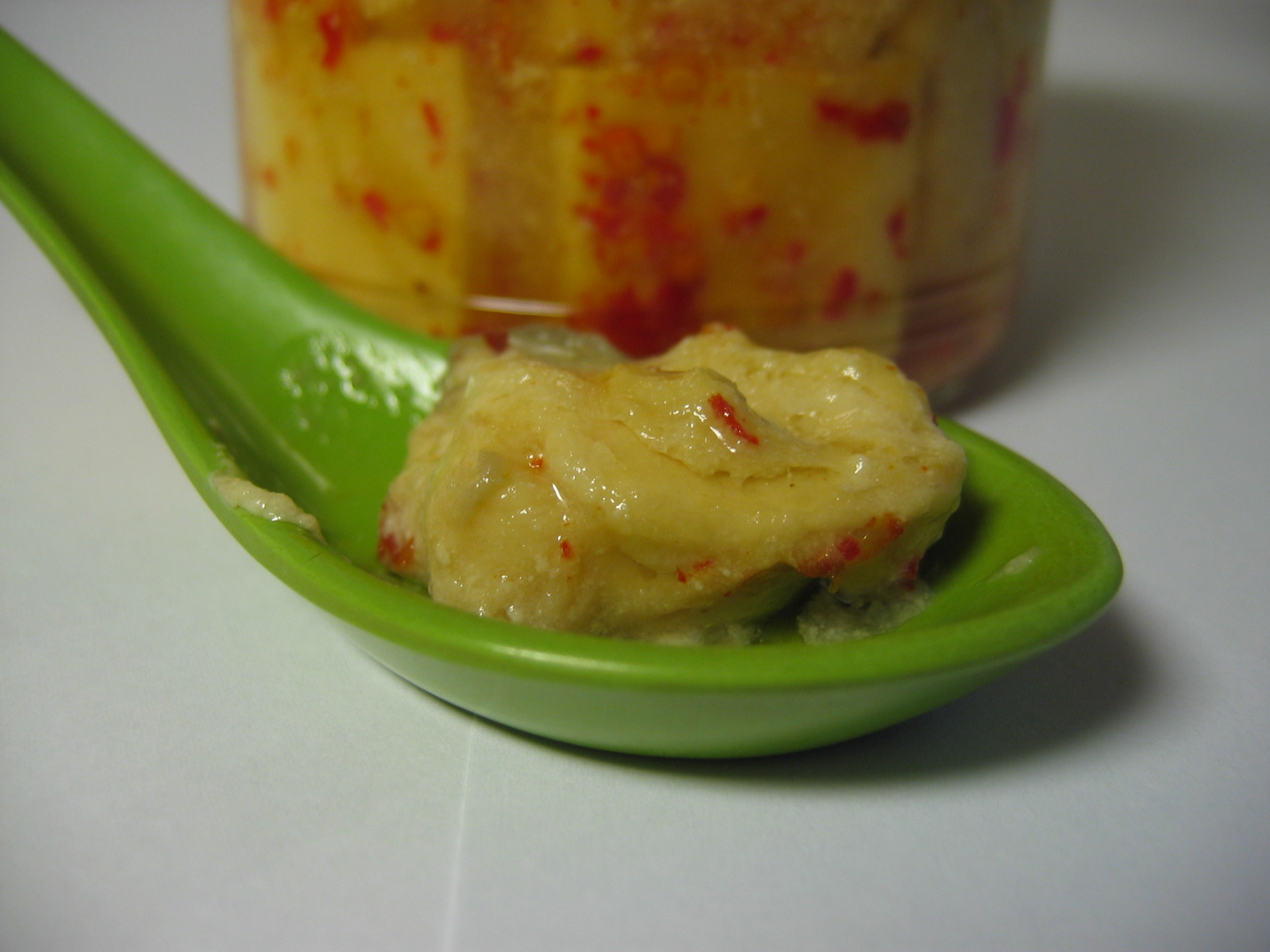
放在匙羹上的豆腐乳

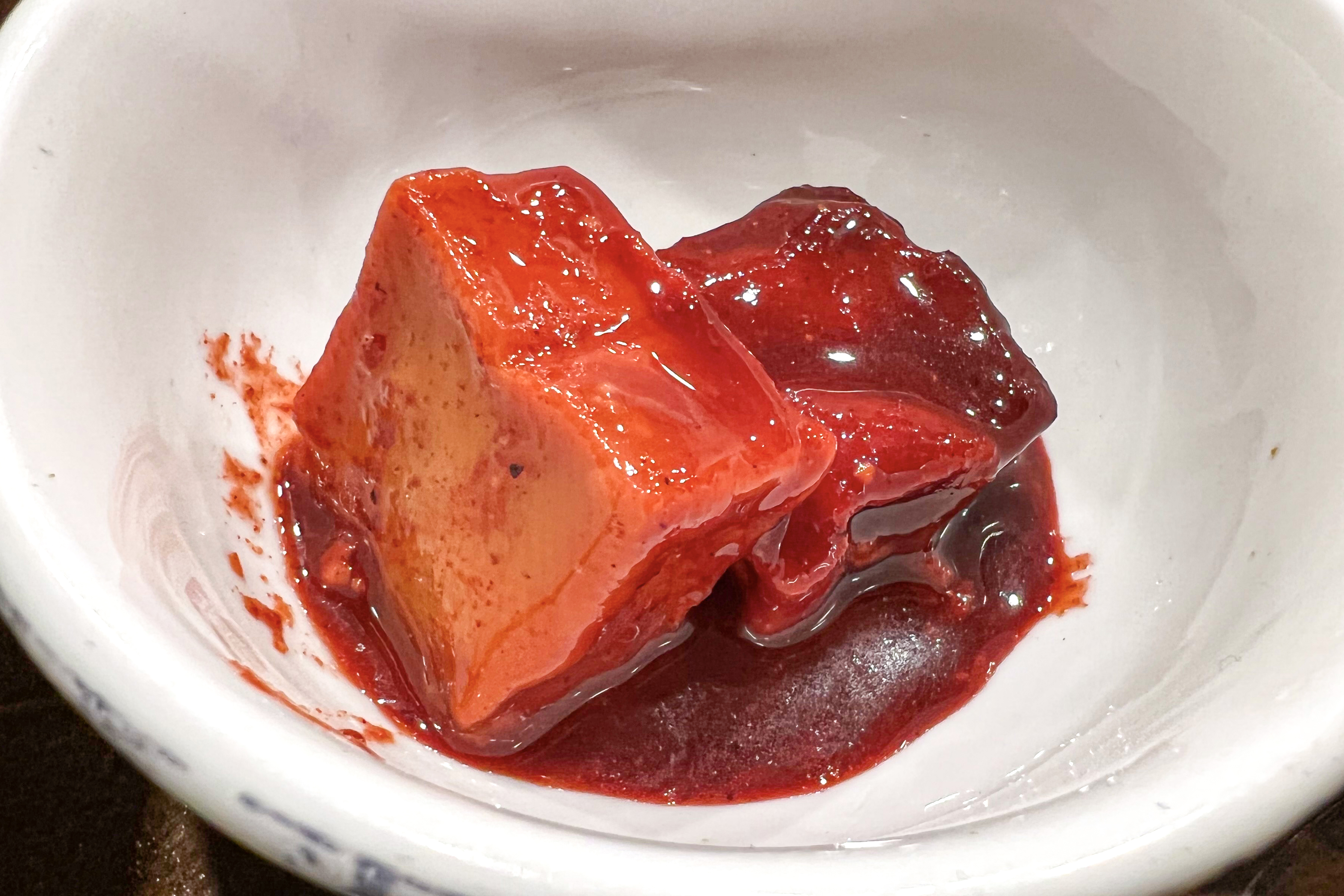
放在碗中的两块红腐乳

豆腐乳既可以直接食用，也可在烹調時作為調味料使用。直接食用的方法，大都用來佐清粥。至於作為調味品，臺灣漢人（尤其是客家人）在炒質地較硬的蔬菜時，如「韭菜炒雞腸」就會加入黃豆米麴豆腐乳熅煮；粵菜中使用豆腐乳的名菜有「南乳排骨」、「椒絲腐乳炒通菜」、順德的「南乳花生」等；川菜中亦有「南乳扣肉」；添加丁香、陳皮等辛香料的豆腐乳，也常用於雲南小炒；湘菜有「腐乳冬筍」。
豆腐乳搅碎成糊状后，亦可作為沾醬使用。北京涮羊肉的蘸料就有豆腐乳，台灣的「羊肉爐」、粵菜「枝竹羊腩煲」都慣用豆腐乳為基底調製的沾醬，用來佐有嚼勁的帶皮羊肉塊。
豆腐乳是一種華人特有食品，在中國各地口味因地而異。北京豆腐乳偏甜（玫瑰腐乳）、雲貴川豆腐乳辣而辛香、江浙代表性的「紹興腐乳」帶酒香。在湖南，因為「腐」、「虎」諧音忌諱，所以豆腐乳稱為「貓乳」。廣西「桂林腐乳」200多年前就很出名，袁枚在《隨園食單》稱「廣西白乳腐最佳」。潮州特色小吃「腐乳餅」相當馳名。豆腐乳的味道是淡淡的，入口十分爽口。廣東「廣合腐乳」130多年前就名聲大噪，遠銷全球，水口腐乳口感特別細滑，入口醇香誘人，被西方人稱為“中國奶酪”。

## 其他
- 明朝時豆腐乳傳入琉球，經本地化，改用米麴和泡盛（一種蒸餾米酒）加工，稱為豆腐餻（とうふよう），也有用紅麴製的。在琉球國時代，為王府貴族和高官獨享的貴重食品。在今日仍為沖繩料理的一道名菜。
- 除沖繩外，越南也有這種食品，韓國則無，日本只在中華料理店有售。
- 豆腐乳乃高鈉食品（3,675mg／100g），但富含維生素A（31.8RE／100g）及维生素B12。
- 製作豆腐乳所使用的黴菌，必需選用馴化的人工培養菌種（通常來源為醬油廠），天然菌種可能會產生毒素。
- 南乳又叫紅腐乳，市面上賣的大多數是用紅麴米、紹興酒、豆腐發酵醃製加工而成。以往香港一些老醬園，會用芋頭來做南乳，但成本高又賣不起價，近年已甚少見。